# Серђо Леоне
Серђо Леоне (итал. Sergio Leone; Рим, 3. јануар 1929 — Рим, 30. април 1989) био је италијански филмски редитељ, сценариста и продуцент.
Најпознатији је по филмовима из жанра шпагети-вестерна и по препознатљивом редитељском маниру - честом измењивању екстремно крупних планова са екстремно широким плановима као, на пример, у уводним кадровима филма Добар, лош, зао (1966).

## Биографија
Рођен је у Риму у филмској породици. Његов отац, Винченцо Леоне, био је позоришни глумац и редитељ немих филмова (режирао је под псеудонимом Роберто Роберти), а мајка, Едвиге Валкаренги (Биче Валеријан), била је глумица, тако да је Серђо Леоне већ са осамнаест година почео да ради у филмској индустрији.
У својим почецима, педесетих година прошлог века, био је асистент многих италијанских редитеља оног периода (Карминеа Галонеа, Луиђија Коменчинија, Марија Солдатија) те америчких редитеља Мервина Лероја, Раула Волша, Вилијама Вајлера и Фреда Зинемана који су у студијима Чинечите снимали високопрофилисане и амбициозне историјске спектакле као што су, на пример, Кво вадис (1951) или Бен Хур (1959). Потом се огледао као сценариста у оно време изузетно популарних италијанских псеудоисторијских спектакала (тзв. "мач и сандале", односно "пеплум") редитеља Марија Бонарда и Гвида Брињонеа.
Када је за време снимања „пеплума“ Последњи дани Помпеја (1959), са Стивом Ривсом у главној улози, редитељ Марио Бонард изненада оболео не могавши наставити снимање, Леонеу, који је био косценариста филма, понуђено је да га замени и да доврши филм. Леоне је на тај начин стекао драгоцено искуство које му је користило када је 1961. године добио прилику да режира свој први филм и то управо из поджанра „пеплума“, будући да је био способан да са мало новца сними филм који ће скоро у потпуности изгледати као скупа холивудска продукција.
Исте године, као коредитељ са Робертом Олдричом, снима холивудски библијски спектакл Содома и Гомора.
Почетком 60-их година 20. века занимање публике за „пеплум“ нагло слаби али је Леоне имао ту срећу да се нађе међу онима који су први уочили растући популарност филмова из једног другог жанра - вестерна. Његов вестерн За шаку долара (Per un pugno di dollari, 1964) (који је снимио под псеудонимом Боб Робертсон, Американизованом верзијом псеудонима његовог оца) поставиће тематске и техничке оквире једног новог жанра који ће мало касније постати познат под називом шпагети-вестерн. Заснован на филму Акире Куросаве Телесна стража (Yojimbo, 1961), самурајској авантури смештеној у Мејџи периоду, филм је постао познат и по првој већој улози Клинта Иствуда којом он стиче статус звезде.
Филм је снимљен са релативно малим буџетом и то на локацијама у Шпанији што је битно утицало на његов коначан изглед. „То дело означава прекретницу у приступу жанру вестерна, његовом тумачењу и вредновању, доводећи до граница апсурда његове битне одреднице: сукоб добра и зла, ритуалне двобоје, освету као главног покретача поремећене свести и - поготово - митологију странца, дошљака са особинама и аскета и садисте у непоколебљивој оданости личном циљу, нејасном и његовим партнерима и његовим противницима“. Филм нам нуди похлепну, насилну и морално комплексну визију америчког Запада и, одајући дужно поштовање традиционалном америчком вестерну, уочљиво се дистанцира од њега причом, заплетом, карактеризацијом ликова и атмосфером. „Уз архетипски сукоб добра и зла, мотив освете и профилисање ликова као изразитих индивидуалаца, овај филм устоличује и тзв. митологију странца, типску улогу „човека без имена“, којом се прославио Клинт Иствуд. С другим двама деловима трилогије - За долар више (1965) и Добар, лош, зао (1966), Леоне до крајњих граница истражује властиту поетику чија су основна обележја визуелна и драмска монументалност, стилизована фотографија, врло честа употреба крупног плана у сврху наглашавања његове стилске и реторичке (наративне) вредности, динамична и функционална монтажа те препознатљива грандиозна музика Енија Мориконеа". Већина теоретичара жанра Леонеу приписује заслуге за увођење једне радикалне и данас често коришћене интервенције у жанру вестерна: док су у класичном вестерну његови јунаци (и позитивни и негативни) изгледали као да су управо сишли са страница модног часописа и док се у илустровању моралних супротности ишло тако далеко да су позитивни ликови вестерна носили беле шешире, а негативни црне, дотле је Леонеова реинтерпретацији „старог Запада“ била много комплекснија и „реалистичнија“ (иако не без извесне дозе стилизације): његови ликови су били усамљеници сумњиве (криминалне) прошлости који су се ретко бријали, а још ређе купали, а њихова неконзистентна морална начела управљала су њиховим понашањем на тај начин да су, зависно од ситуацији, у једном тренутку спремно помагали другима у невољи, док би у другој ситуацији знали бити отворено и брутално егоистични. Оваква облик филмског реализма и данас сусрећемо у вестернима, али и у филмова из других жанрова. Многи држе ироничним чињеницу да је један италијански редитељ, који није знао ни реч енглеског и који никад није био на Дивљем западу, тако лако и уверљиво демистификовао и редефинисао лик америчког каубоја. Судећи по књизи Кристофера Фрејлинга 'Something to do with Death' Леоне је широко знање о америчком Западу црпио из књига које је страствено читао што се свакако види у његовим филмовима. Још као дете био је фасциниран Дивљим западом, а та фасцинираност се протегла и на зрело доба и уочљива је у сваком кадру који је снимио.